# Hôpital de Bambao Mtsanga
L'Hôpital de l’amitié comoro-chinoise de Bambao Mtsanga, plus communément appelé Hôpital de Bambao Mtsanga est un hôpital des Comores. Situé à Bambao Mtsanga à Anjouan, il a été livré en 2014 et est entièrement financé par la République populaire de Chine.
L'infrastructure hospitalière s'étend sur 7 200 m2 et comprend 120 lits. A l'abandon jusqu'en 2017 et la mise en service par l'État comorien, l'hôpital souffre d'un manque de personnel malgré des équipements neufs,
La structure se voit renforcer d'une équipe de cinq médecins chinois en décembre 2022.